# 文室巻雄
文室 巻雄（ふんや の まきお）は、平安時代前期の貴族。中納言・文室綿麻呂の九男。官位は従四位上・相模守。

## 経歴
仁明朝において、皇太子・道康親王に帯刀舎人として仕える。道康親王の即位（文徳天皇）後、仁寿3年（853年）相模掾に任ぜられ、のち右兵衛少尉次いで同大尉を歴任する。天安元年（857年）播磨大掾に転任。
清和朝に入り、右衛門少尉の官職にあった貞観元年（859年）従五位下に叙爵し、貞観3年（861年）主殿権助に任ぜられる。のち、左衛門佐・左近衛権少将・同少将と武官を歴任する。また、この間貞観9年（867年）従五位上、貞観15年（873年）正五位下、貞観18年（876年）従四位下と貞観年間の後半にかけて順調に昇進した。
貞観18年（876年）11月に陽成天皇が即位すると、まもなく左近衛少将から伊予権守に遷り地方官に転じる。陽成朝では備前守・因幡権守・相模守と専ら地方官を務めるが、因幡権守と相模守は遙任であったという。のち、子息である房典の近江少掾への任官と引き替えに相模守を辞した。この間、元慶3年（879年）従四位上に昇叙されている。
仁和3年（887年）8月7日卒去。享年78。最終官位は散位従四位上。

## 人物
小さい頃から勇敢で力が強かったが、読書を好まなかった。弓馬の技術を身につけていたが、騎射を最も得意としていた。身体が敏捷で、意気も盛んであった。また、昼夜を問わず武器を持って天皇に侍し、宿衛の勤めでは並ぶ者がなかったという。
巻雄の強く勇ましいことは尋常ではなく、以下の逸話がある。
- ある時、戯れに跳躍すると、牛車を牽いていた牛の頭を踏み台にして車を飛び越えてその後ろに立った。
- 近衛少将を務めていた際に、白昼東宮の屋根の上を狐が走っていたため、巻雄は屋根に駆け上がり剣を抜いて狐を斬った。

## 官歴
『日本三代実録』による。
- 承和年間：帯刀舎人
- 仁寿3年（853年） 正月：相模掾
- 時期不詳：右兵衛少尉
- 時期不詳：右兵衛大尉
- 天安元年（857年） 日付不詳：播磨大掾
- 時期不詳：正六位上。右衛門少尉
- 貞観元年（859年） 11月19日：従五位下
- 貞観3年（861年） 4月9日：主殿権助
- 貞観4年（862年） 正月13日：左衛門佐
- 貞観5年（863年） 3月28日：次侍従
- 貞観8年（866年） 正月13日：左近衛権少将兼伊予介
- 貞観9年（867年） 正月7日：従五位上
- 貞観11年（869年） 2月16日：兼伊予介。12月13日：左近衛少将、伊予介如故
- 貞観14年（872年） 2月29日：兼美濃守
- 貞観15年（873年） 日付不詳：正五位下
- 貞観18年（875年） 正月：従四位下。12月：伊予権守
- 元慶2年（878年） 正月11日：備前守
- 元慶3年（879年） 11月25日：従四位上
- 元慶6年（882年） 2月：因幡権守。日付不詳：相模守
- 仁和3年（887年） 8月7日：卒去（散位従四位上）

## 系譜
- 父：文室綿麻呂[1]
- 母：不詳
- 生母不明の子女
  - 男子：文室茂典[2]
  - 男子：文室房典[1]